# ディノクロコ
『ディノクロコ』（原題：Dinocroc）は、2004年に制作されたアメリカのホラー映画。日本では劇場未公開。

## ストーリー
先史時代の巨大なクロコダイル＜ディノクロコ(Dinocroc)もしくは、サルコスクス＞の化石が発掘され、バイオテクノロジー企業ジェリコ社は抽出したDNAを利用して生物の巨大化を研究していた。だが加速度的に成長したクロコダイルが研究施設から逃走。やがて湖周辺では巨大生物の目撃が相次ぎ、山林や湖に潜み次々と人間を襲い始める。。噂を聞きつけて集まった人々の前に、突然巨大なクロコダイルが現れて、人々を餌食にした。ハーパー保安官と娘のダイアン、その恋人トムら3人は人々を避難させ、ついに軍隊までも出動するが、「ディノクロコ」と化した巨大ワニの前に犠牲者は増えるばかりだった・・・。

## キャスト
| 役名               | オリジナル英語版 俳優  | 日本語吹替版 |
| ------------------ | ---------------------- | ------------ |
| ディック・シドニー | コスタス・マンディロア |              |
| 博士キャンベル     | ブルース・ウェイツ     |              |
| トム・バニング     | マット・ボーレンギ     |              |
| シェリフ・ハーパー | チャールズ・ネイピア   |              |
| ポーラ・ケネディ   | ジョアンナ・パクラ     |              |
| 副ケリガン         | マックス・パーリック   |              |
| マイケル・バニング | ジェイク・トーマス     |              |
| 追加の声           | -                      |              |

## スタッフ

### 元のスタッフ
- 監督：ケヴィン・オニール
- 脚本：フランシス・ドエル、ダン・アクレ、ジョン・ハッカート
- 音楽：デーモン・エブナー

## その他
この映画の紹介文でまれにディノクロコを「恐竜」と誤記したものがある。